# 南特蛋糕

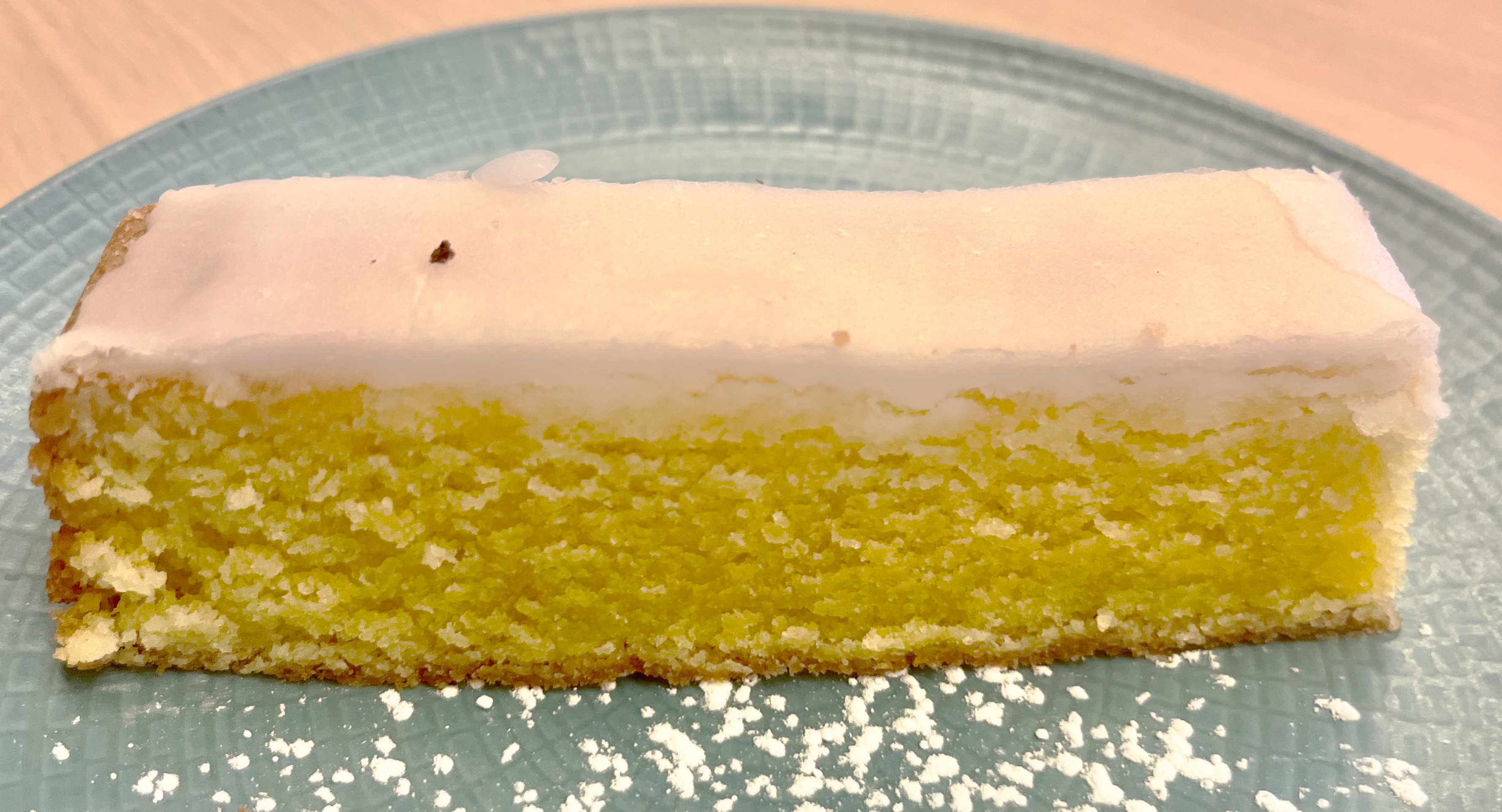
一片南特蛋糕

南特蛋糕（法語：Gâteau nantais）是一种源自法国城市南特的蛋糕，口感柔软，属于磅蛋糕，由面粉、咸黄油、糖、鸡蛋和杏仁粉制成，浇有朗姆酒和柠檬汁。有时中间会有杏子果冻。蛋糕顶部涂有一层用兰姆酒稀释的白色糖霜，如果是给儿童吃的话，也可以用柠檬水或橙花水代替。一般在其食用前一天制作。 蛋糕早期配方不包含鸡蛋，其保质期较高，可以保存三至四周。在现代配方中，糖霜是白色的，而早期配方则是琥珀色的。

## 历史
18世纪，南特港因三角贸易而变得富裕，进口了许多来自加勒比殖民地的商品，如蔗糖、朗姆酒和香草；这些原料后来被用来制作南特蛋糕，因此，它有时也被称作“旅行者的蛋糕”。
自它于20世纪再次流行以来，南特的人们一直以最经典的食譜烹制它，或者受到启发创造出其他的改良版。